# روجر إيبرهارد
روجر إيبرهارد هو مصور سويسري، ولد في 28 أبريل 1984 في زيورخ في سويسرا.

## وصلات خارجية
- الموقع الرسمي